# Luis G. Ventalló Vergés

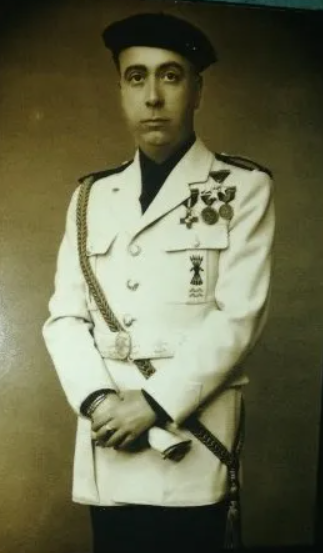
Luis G. Ventalló y Vergés

Luis Gonzaga Ventalló y Vergés (Tarrasa, 26 de diciembre de 1903-6 de junio de 1980) fue un abogado, político y catedrático español.

## Biografía
Era hijo de Domingo Ventalló Homs, notario de ideas tradicionalistas, quien murió de una angina de pecho cuando Luis tenía solo un año, y de Elisa Vergés Capdevila. Su abuelo, Domingo Ventalló Llobateras, fue doctor en farmacia y alcalde de Tarrasa durante el último periodo del reinado de Isabel II. Un pariente suyo, Domingo Cirici Ventalló, fue un destacado periodista carlista.
Al morir el padre, la familia se trasladó a Barcelona y no regresó a Tarrasa hasta el año 1917. Luis estudió Derecho en la Universidad de Barcelona, licenciándose en 1928. En 1920, siendo todavía estudiante, empezó a trabajar como redactor del diario La comarca del Vallés y el año siguiente Alfonso Sala lo nombró su secretario particular.
En 1931 entró como auxiliar meritorio en la Escuela Industrial de Tarrasa y ascendió a encargado de cátedra en febrero del 32, año en que fue también nombrado secretario de la Cámara de Comercio.
Durante la Segunda República fue vicepresidente del Círculo Tradicionalista de Tarrasa, algunos de cuyos miembros más destacados procedían del salismo. También fue director del periódico Crónica Social. Participó asimismo en la creación del Bloque Nacional en Tarrasa, y el año 1935 organizaron un ciclo de conferencias titulado «El Estado nuevo y la autonomía catalana», en el que tomaron parte, entre otros, Víctor Pradera, Pedro Sáinz Rodríguez, Antonio Goicoechea y José Calvo Sotelo.
Al estallar la guerra civil española, logró huir en un barco de guerra francés y se refugió en casa de un pariente suyo en Aviñón. Tras reunirse con su esposa e hija, el 11 de octubre pasó a la zona nacional, se estableció en Pamplona y trabajó en la Junta de Guerra Carlista de Cataluña. Se alistó también en el Requeté de segunda línea. En diciembre del 36 se trasladó a Zaragoza con su familia e ingresó como teniente al cuerpo jurídico militar. En 1937 pasaron a San Sebastián. Patrocinado por Eduardo Aunós, el 5 de abril de 1938 sería nombrado gobernador civil de Lérida, lo que generó la detención de su madre, que permanecía en la zona republicana.
En el ejercicio de su cargo de gobernador civil, tuvo algunos problemas con los militares, porque se negaba a hablar en castellano con los catalanes que acudían a su despacho hablando en catalán. También se opuso a que se colocasen en las oficinas del Gobierno Civil unos carteles que decían «Si eres patriota, habla español» y llamó «separatista» al comandante militar de Lérida, responsable de los mismos, argumentando que el catalán era un idioma español. En septiembre del mismo año se produjo su cese.
Volvió a San Sebastián y pasó después a Mallorca, donde se le ofreció el gobierno civil de Palencia o el de Córdoba, pero rehusó para regresar a su despacho de abogado en Tarrasa.
Por decreto del general Franco, en 1943 le sería concedida la Medalla de Campaña con distintivo de vanguardia y la Cruz Roja del Mérito Militar «por su heroica actuación durante la guerra de liberación».
Retomó su actividad como secretario de la Cámara de Comercio (hasta el año 1969). En 1944 fue nombrado en Barcelona presidente de la Junta Provincial de Libertad Vigilada, y en 1945 obtuvo una cátedra por oposición en la Escuela Universitaria de Ingeniería Técnica de Tarrasa, de la cual fue director desde 1960 hasta su jubilación en 1973.
En 1955 fue elegido concejal del Ayuntamiento de Tarrasa por el «tercio de entidades corporativas» y en 1958 fue nombrado teniente alcalde.
Entre 1940 y 1948 presidió el C.D. Tarrasa-Hockey, cargo que desempeñaría nuevamente de 1964 a 1973.
Tras la muerte del general Franco, siguió manifestándose contrario a la democracia liberal. En una entrevista que se le realizó en febrero de 1980, pocos meses antes de su muerte, se mostró afín a Blas Piñar y favorable a la descentralización administrativa de Cataluña, pero contrario a toda fórmula política que pudiese derivar en separatismo.
Se casó con Irene Surrallés Palet. Entre sus hijos se encuentra el jugador de hockey medallista olímpico Narciso Ventalló Surrallés.
Uno de sus hermanos, Joaquín Ventalló Vergés, fue un destacado periodista, escritor y político catalanista.

## Obras
- Aportación tarrasense a la Cruzada Nacional (Tarrasa, 1946)